# Sonia Aquino
Sonia Aquino (ur. 10 lipca 1977 w Avellino) – włoska aktorka filmowa, grała m.in. w filmie Życie i śmierć Petera Sellersa.